# Щелевая коррозия
Щелева́я корро́зия — усиленное разрушение в зазорах, щелях, трещинах, проявляется в условиях близости расположения двух поверхностей (то есть в местах застоя раствора возникают узкие зазоры или щели). Является одним из видов электрохимической местной коррозии.
Чаще всего щелевая коррозия наблюдается в резьбовых, фланцевых соединениях, местах, где прокладочные материалы неплотно прилегают к поверхности металла. Этот вид разрушения протекает в любых средах, будь то вода, атмосфера либо грунт. Протекание щелевой коррозии в атмосферных условиях обуславливается скоплением и задержкой влаги в щелях и зазорах.
Особенностью протекания щелевой коррозии является наличие малого количества окислителя либо его полное отсутствие, так как в узких зазорах подход окисляющего элемента к стенкам затруднен. Со временем в щели скапливаются продукты коррозии, которые могут изменять значение рН электролита внутри зазора, оказывают влияние на протекание анодного и катодного процесса. Повышение рН электролита способствует разрушению защитных плёнок, которые образуются внутри щели. Щели и зазоры на основной поверхности металла являются макропарами, так как металл снаружи щели является катодом, а внутри — анодом. Макроэлемент может возникнуть также в пределах одного зазора.
Процесс щелевой коррозии проходит с кислородной деполяризацией, но в некоторых случаях может проходить с водородной. При этом увеличивается ток коррозии.
Наиболее чувствительны к щелевой коррозии пассивирующиеся металлы и сплавы, такие, как алюминий и его сплавы, хромоникелевые, хромистые сплавы. В результате плохого доступа кислорода в щель, подкисления электролита, затруднениях в протекании катодного процесса существует вероятность перехода металла из пассивного состояния в активное.
Защита от щелевой коррозии:
- уплотнение щелей и зазоров;
- использование материалов, не подвергающихся данному виду;
- ингибирование окружающей среды;
- рациональное конструирование;
- электрохимическая защита.